# Rhagomys
Rhagomys là một chi động vật có vú trong họ Cricetidae, bộ Gặm nhấm. Chi này được Thomas miêu tả năm 1917. Loài điển hình của chi này là Hesperomys rufescens Thomas, 1886.
Có hai loài được biết đến sinh sống cách nhau khoảng 3100 km, từ phía đông nam Peru và Bolivia phía đông của dãy núi Andes, và trong rừng Đại Tây Dương của đông nam Brazil. Một loài không xác định Rhagomys cũng đã được báo cáo từ Mato Grosso ở miền trung Brazil. Các loài như sau:
- Rhagomys longilingua
- Rhagomys rufescens